# Hruškojeřáb
Hruškojeřáb (× Sorbopyrus) je rod hybridních rostlin patřící do čeledi růžovité (Rosaceae).
Původní je zřejmě náhodně nalezený přírodní hybrid mezirodového křížence hrušky a pravděpodobně jeřábu muku. Nalezen byl před rokem 1619 v Alsasku. Z něj pocházela Bollvilleriana šípová hruška.
Z českých výpěstků sem patři například tatarka, Tatarova hruška.

## Použití
Hruškojeřáb lze použít jako okrasnou rostlinu. Poskytuje i jedlé ovoce. Ošetřování je podobné jako u hrušně.